# Karl Färber

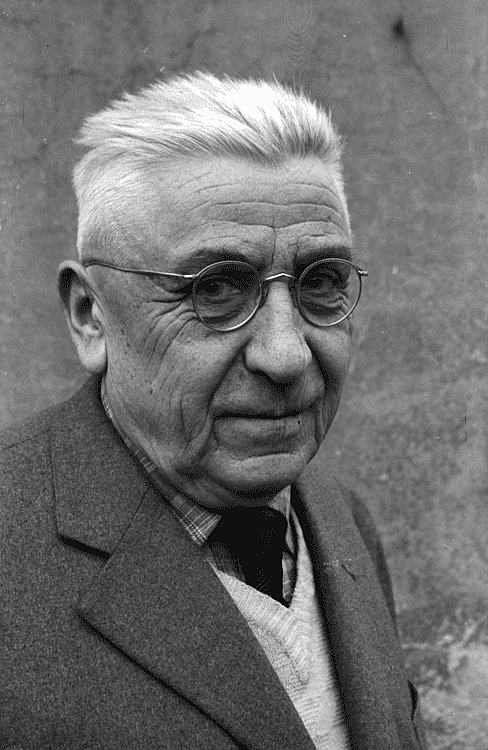
Karl Färber (1958)

Karl Färber (* 18. April 1888 in Röhlingen bei Ellwangen; † 5. April 1979 in Freiburg im Breisgau) war ein deutscher Redakteur und Publizist.
Sein Name steht in Verbindung mit dem Freiburger Kreis, der Färber-Kreis, später auch Reinhold-Schneider-Kreis genannt wurde, als Gemeinschaft verschiedener katholischer Intellektueller in der Zeit des Nationalsozialismus und der jungen Bundesrepublik.

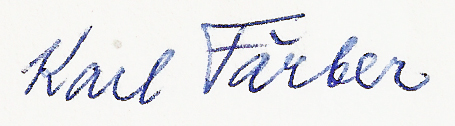
Karl Färber. Signatur 1963

## Leben
Färber studierte zunächst Theologie in Tübingen, später Philosophie und Kunstgeschichte in München. 1919 bis 1924 war er Chefredakteur der Augsburger Postzeitung, 1925 bis 1936 Chefredakteur der Freiburger Tagespost. 1930 bis 1933 saß er für die Zentrumspartei im Freiburger Stadtrat. Von 1940 bis 1943 war er Südwest-Korrespondent der Frankfurter Zeitung, von 1943 bis 1945 Korrespondent der Kölnischen Zeitung, 1949–1974 war er Chefredakteur der katholischen Wochenzeitung Der christliche Sonntag, die seit 1967 bis heute unter dem Titel Christ in der Gegenwart erscheint. 1974 bis 1979 war er ihr Herausgeber.
1958 wurde ihm der Titel Dr. theol. h. c. (Universität Freiburg), 1959 das Große Verdienstkreuz des Verdienstordens der Bundesrepublik Deutschland, 1961 die Ehrenbürgerschaft der Gemeinde Röhlingen, 1975 die Verdienstmedaille des Landes Baden-Württemberg und 1978 der Professorentitel des Landes Baden-Württemberg verliehen. Er starb 1979.
Karl Färber war verheiratet mit Ruth-Ellen Färber, geb. von Mitterwallner (1896–1984).

## Der Freiburger Kreis um Reinhold Schneider und Karl Färber
Der Freiburger „Färber-Kreis“ entstand zwischen 1930 und 1932 um den Freiburger Publizisten Karl Färber und wuchs als eine Haltungs- und Gesinnungsgemeinschaft im informellen Zusammenschluss. Die Mitglieder sind innerhalb des katholischen Spektrums eher als progressiv, von der politischen Haltung her eher als konservativ zu kennzeichnen. Sie fanden hier die Kraft, „geistig und seelisch diese Zeit [der nationalsozialistischen Herrschaft] durchzustehen, in ihr sich selbst zu bleiben bzw. neu sich selbst zu finden. In diesem Sinne war es kein politischer Kreis, sondern ‚nur‘ ein Freundeskreis; der wollte nicht wirken und Besonderes bewirken.“ (Max Müller) Einige kamen aus jugendbewegten Kreisen (Bund Neudeutschland, Quickborn) und waren von Romano Guardini beeinflusst.
Der Freiburger Kreis ist nicht dem Widerstand gegen die nationalsozialistische Herrschaft zuzuordnen, obwohl die „Gewissheit des Zusammenstehens und Zusammengehörens auf diesem Boden“ christlicher Werte als ein „Widerstehen“ (Max Müller) empfunden wurde. Die Haltung gegenüber dem Regime war eher ein Warten auf den Zusammenbruch. Der Kreis bot Freude und Hoffnung in der Zwischenzeit.
In der Zeit nach 1945 gingen von diesem Kreis viele Impulse für den Neubeginn in Wissenschaft, Universität, Politik, Staat, Kultur, Bildung und Publizistik im Sinne der genannten Geisteshaltung (kirchlich: progressiv, politisch: konservativ) aus. Er bestand bis 1960.
Neben Max Müller gehörten dem Kreis um Karl Färber unter anderen der Geistliche Hubert Seemann, der Historiker Johannes Spörl (* 1904; † 1977), der Schriftsteller Reinhold Schneider, der Theologe Bernhard Welte, der Philosoph Heinrich Ochsner als „spiritus rector“ und der Jurist und spätere Ministerpräsident Hans Filbinger an. Als nahestehend können der Politiker Heinrich Höfler (* 1897; † 1963), der Verleger Josef Knecht (* 1897; † 1980), der Schriftsteller und Journalist Walter Dirks (* 1901; † 1991) und der Cheflektor Robert Scherer (* 1904; † 1997) bezeichnet werden.

## Werke
- Heilige sind anders. Freiburg im Breisgau: Herder 1958. 186 S. (Herderbücherei; 14)
- Brevier zum inneren Leben (verschiedene Bände, div. Auflagen)
- K.F. (Hrsg.): Krise der Kirche – Chance des Glaubens: die „kleine Herde“ heute und morgen. Knecht, Frankfurt am Main 1968. 313 S.